# Théâtre de Paris
Le théâtre de Paris est une salle de spectacles située 15, rue Blanche, dans le 9e arrondissement de Paris. Il abrite une deuxième salle plus petite, la « salle Réjane », anciennement appelée le « Petit Théâtre de Paris ».

## Historique
Vers 1730, sous le règne de Louis XV, le duc de Richelieu se fait construire un lieu où il peut organiser des spectacles de son choix dans une vaste campagne plantée d'arbres. En 1779, le baron d'Ogni achète l'endroit, qu'il rebaptise Folie-Richelieu. Elle est dirigée par Fortunée Hamelin, une jeune femme très en vue du tout-Paris mondain sous le Premier Empire.

### XIXesiècle
De 1810 à 1812, elle abrite le parc d'attractions du Tivoli. En 1851, l'église de la Sainte-Trinité puis démolie par le  baron Haussmann en 1861 pour être reconstruite à son emplacement actuel, une centaine de mètres plus bas, et remplacée par un hall de loisirs qui va de la rue de Clichy à la rue Blanche avec, entre autres, un « skating », une grande patinoire « à roulettes » très en vogue à la Belle Époque.
En 1880, une partie de la patinoire devient grâce aux architectes Aimé Sauffroy et Ferdinand Grémailly le Palace-Théâtre puis, après restauration en 1891 par Édouard Niermans, le Casino de Paris. 
À la même époque, la patinoire — dont l'accès se fait désormais par la rue Blanche — est démolie pour faire place au Nouveau-Théâtre, qui deviendra le Théâtre de Paris. Son premier directeur, le comédien et metteur en scène Lugné-Poe, ancien collaborateur d'André Antoine, fait découvrir au public parisien le Norvégien Henrik Ibsen et le Suédois August Strindberg avant de partir fonder en 1893 le théâtre de l'Œuvre. Firmin Gémier y crée en 1896 le controversé Ubu roi d'Alfred Jarry.

### XXesiècle
En septembre 1904, Marcel Nancey, qui vient d'être évincé des Bouffes-Parisiens, reprend le bail et y installe son Opéra-Bouffe. Mais lié par un accord permettant à d'autres troupes de s'y produire, il jette rapidement l'éponge, laissant la place à la troupe de  l'Œuvre, en alternance avec une série de concerts donnés par l'orchestre Lamoureux.
En 1906, la comédienne Réjane rachète le théâtre qu'elle rénove et auquel elle donne son nom, le théâtre Réjane. Elle y donne entre autres la première française de L'Oiseau bleu de Maurice Maeterlinck en 1911 et reprend avec succès le rôle-titre de Madame Sans-Gêne de Victorien Sardou, qu'elle avait créé au théâtre du Vaudeville en 1893. Marcel Nancey revient en 1913 le temps d'un été programmer quelques opérettes.
En 1914, Réjane vend le théâtre à Madame Rasimi, directrice du Ba-Ta-Clan
Le producteur Léon Volterra, qui vient de quitter le Casino de Paris, rachète la salle en 1918 et, le 12 août 1919, inaugure le théâtre de Paris, la comédienne ayant par contrat refusé que le théâtre conserve son nom. Il la dirige jusqu'en 1948, date à laquelle il est remplacé par Marcel Karsenty (créateur des tournées du même nom) et le comédien Pierre Dux. 
La comédienne Elvire Popesco prend la direction du lieu en 1955 aux côtés d'Hubert de Mallet et crée une seconde salle de 300 places sous les toits, à la place des ateliers de costumes, qu'elle baptise Théâtre Moderne (qui deviendra, plus tard, le Petit théâtre de Paris). Elvire Popesco quitte la direction en 1965 pour le théâtre Marigny. 
La programmation s'ouvre au théâtre musical avec les directions successives d'Alain et Anne de Leseleuc de 1965 à 1975 et de Robert Hossein de 1975 à 1977, avec de nombreuses opérettes et opéras-bouffes d'Offenbach : La Périchole avec Jean Le Poulain, Jane Rhodes et Michel Caron mise en scène de Maurice Lehmann ; La Belle Hélène, mise en scène de Jérôme Savary ; Le Pont des soupirs, mise en scène de Jean-Michel Ribes, etc. S'y donnent aussi des comédies musicales comme Starmania et Cats.
Entre 1977 et 1980[source insuffisante], le théâtre est dirigé par Jérôme Lefranc, Maryvonne Pellay, Bob Piatte comme l'atteste le programme de l'Avare en 1979. S'y jouent des pièces comme Pygmalion de George Bernard Shaw, Vive Henri IV ! ou la Galigaï de Jean Anouilh, L'Avare de Molière, les créations de Par delà les marronniers de Jean-Michel Ribes, qui vient d'être remontée au théâtre du Rond-Point par l'auteur, Hôtel particulier de Pierre Chesnot et la reprise de la comédie musicale Bubbling Brown Sugar.

### XXIesiècle
Stéphane Hillel en devient le directeur artistique en janvier 2002, puis le directeur général en 2012.[réf. nécessaire]
En 2010, cinquante théâtres privés parisiens réunis au sein de l’Association pour le soutien du théâtre privé (ASTP) et du Syndicat national des directeurs et tourneurs du théâtre privé (SNDTP), dont fait partie le théâtre de Paris, décident de s'unir sous une enseigne commune : les Théâtres parisiens associés.

## Liste des principaux spectacles
- 1896 :  Ubu Roi d'Alfred Jarry, avec Firmin Gémier et Louise France
- 1929 :  Marius de Marcel Pagnol, avec Orane Demazis, Raimu et Pierre Fresnay

- 1931 : Fanny  de Marcel Pagnol, avec Orane Demazis, Raimu et Pierre Fresnay

- 1948 : Tovaritch de Jacques Deval, avec Elvire Popesco

- 1956 : Thé et Sympathie de Robert Anderson, avec Ingrid Bergman

- 1961 : Dommage qu'elle soit une putain de John Ford, mise en scène de Luchino Visconti, avec  Romy Schneider et Alain Delon
- 1962 : La Mouette d'Anton Tchekov, mise en scène de Sacha Pitoëff, avec Romy Schneider
- 1967 : Henri IV de Luigi Pirandello, mise en scène de Sacha Pitoëff, avec Claude Jade[6]
- 1968: Le Disciple du Diable  de George Bernard Shaw, mise en scène Jean Marais
- 1969 : Le Concile d'amour d'Oscar Panizza, mise en scène Jorge Lavelli, décors et costumes de Leonor Fini, avec Jean Martin, François Maistre, Paul Le Person, Juliette Villard
- 1977 : Pygmalion de George Bernard Shaw avec Raymond Gérôme et Évelyne Buyle
- 1977 : Par delà les marronniers de Jean-Michel Ribes avec Geneviève Fontanel au théâtre Moderne
- 1977 : Vive Henri IV ! ou la Galigaï de Jean Anouilh
- 1978 : Hôtel particulier de Pierre Chesnot
- 1978 : Bubbling Brown Sugar, comédie musicale
- 1979 : Edison de Bob Wilson

- 1993 : Tailleur pour dames de Georges Feydeau, avec Jean-Paul Belmondo
- 1998 : Variations énigmatiques d'Éric-Emmanuel Schmitt, avec Alain Delon
- 1999 : Les Portes du ciel de Jacques Attali, avec Gérard Depardieu
- 1999 : Vol au-dessus d'un nid de coucou d'après le film de Miloš Forman, avec Bernard Tapie

- 2000 : Becket ou l'Honneur de Dieu de Jean Anouilh, avec Bernard Giraudeau et Didier Sandre
- 2001 : Madame Doubtfire d'après le film de Chris Columbus, avec Michel Leeb
- 2005 : Amadeus de Peter Shaffer, avec Lorànt Deutsch et Jean Piat
- 2008 : Don Quichotte contre l'Ange Bleu de  Jérôme Savary, avec Arielle Dombasle
- 2008 : La Maison du lac d'Ernest Thompson, avec Jean Piat, Maria Pacôme et Béatrice Agenin
- 2008 : Master Class de Terrence McNally, mise en scène Didier Long, avec Marie Laforêt

- 2011 : Pan, d'après Peter Pan de J. M. Barrie, mise en scène Irina Brook
- 2013 : Lara Fabian - deux représentations exceptionnelles pour le lancement de son album Le Secret.
- 2013 : Johnny Hallyday - Concert privé à l'occasion de son anniversaire
- 2015 : Maître Gims et Vitaa - Concert privé pour la marque de Maître Gims, Vortex
- 2015 : Les Aventures fantastiques de Marie-Rose, spectacle musical de Jean-Jacques Debout avec Chantal Goya
- 2017 : Folle Amanda de Barillet et Grédy, mise en scène de Marie-Pascale Osterrieth avec Michèle Bernier, Arielle Dombasle et Patrick Braoudé.